# Varennes (Alto Garona)
 Varennes  es una población y comuna francesa, en la región de Mediodía-Pirineos, departamento de Alto Garona, en el distrito de Toulouse y cantón de Montgiscard.

## Demografía
| 109 | 93 | 117 | 125 | 156 | 198 |
| Para los censos de 1962 a 1999 la población legal corresponde a la población sin duplicidades (Fuente: INSEE [Consultar]) |    |     |     |     |     |